# Sudachi
Die Sudachi (Citrus Sudachi, japanisch: 酢橘) ist eine runde, grüne und kleine Zitrusfrucht aus Japan. Da die Zitrusfrucht sehr sauer ist, wird sie nicht als Frucht gegessen, sondern als Lebensmittelaroma als Ersatz für Limette und Zitrone eingesetzt. Sie ist eine Kreuzung aus Yuzu und einer anderen Zitrusfrucht, die mit der Koji-Orange und der Tachibana-Orange verwandt ist. Die Sudachi ist eine Spezialität der japanischen Präfektur Tokushima.

## Allgemein
Die Sudachi ist in Japan fast so berühmt wie die Yuzu, eine bekannte Zitrusfrucht in Japan. Sie wird vor allem zum Würzen von Matsutake-Pilzen benutzt. Der Pon-Essig (ポン酢 Ponzu), eine Alternative zum herkömmlichen Essig, wird aus Sudachi hergestellt. 98 % aller Sudachifrüchte aus Japan kommen aus der Präfektur Tokushima in Japan. Die am besten produzierenden Gemeinden sind die Gemeinde Kamiyama-cho und das Dorf Sanagouchi-son, die laut Statistik von 2008 mit einem Anteil von fast der Hälfte der jährlichen Produktion der Präfektur den 1. und 2. Platz belegten. Die Sudachi besitzt weiße Blüten, welche im Mai und Juni blühen. Die Früchte bilden sich in traubenartigen Trieben. Die Sudachi wird meist noch geerntet, wenn sie grün ist, sie wird jedoch nach einiger Zeit grün-orange.
Die Frucht wird gepresst oder als Scheibe zu traditionellen Speisen in Japan (Udon, Nabemono etc.) gereicht. Auch in Getränken wird sie serviert. Sie wird als aromatischer und frischer als die herkömmlichen Limetten angesehen und ist deshalb so beliebt in Japan. Sie enthalten außerdem mehr Vitamin C als Zitronen und Limetten.
Die Früchte werden auch in einigen Teilen Kaliforniens angebaut, seitdem sie 2008 für Baumschulen zugänglich gemacht wurden.

## Produkte
Viele der Sudachiprodukte werden in der japanischen Präfektur Tokushima hergestellt, da dort die meisten Plantagen stehen. Die Sudachis können dort billig und in Massen verkauft werden. Die Sudachi wird vor allem zum Aromatisieren benutzt. Außerdem wird sie als Beilage zu Fisch und Suppen gereicht. Aber auch Getränke, wie z. B. Cocktails, werden mit Sudachi serviert. In Tokushima werden auch Sudachilimonaden, Sudachieiscreme und Sudachi Ice Pops hergestellt.

## Klassifizierung
Der Name der Sudachi wurde von Mitsutaro Shirai (1933) geprägt. Trotzdem sehen viele moderne Wissenschaftler die Sudachi nur als Unterart anderer Zitrusfrüchte an. Die jüngsten Genanalysen zeigten, dass es sich um eine Kreuzung der Yuzu und einer anderen japanische Zitrusfrucht, die mit der Koji- und der Tachibana-Orange verwandt ist, handelt.